# Найфонов Артур Едікович
Артур Едікович Найфонов  (рос. Артур Эдикович Найфонов; нар. 10 травня 1997) — російський борець вільного стилю осетинського походження, бронзовий призер Олімпійських ігор 2020 року, дворазовий бронзовий призер чемпіонату світу, триразовий чемпіон Європи, чемпіон Всесвітніх ігор військовослужбовців. Майстер спорту міжнародного класу з вільної боротьби.
Відібраний як "нейтральний" спортсмен для участі в Олімпіаді 2024 року в Парижі, однак виправдовує Анексію Криму в 2014 році та підтримує агресивну війну, розв'язану РФ проти України, що заборонено правилами. 

## Життєпис
7-річний Артур Найфонов був серед заручників у школі № 1 міста Беслан, яку 1 вересня 2004 року захопили терористи. Згодом продовжував навчання у школі побудованій навпроти, зруйнованої під час штурму будівлі старої школи..
Боротьбою почав займатися з 2005 року. У 2017 році став чемпіоном світу серед юніорів. У 2018 році завоював срібну медаль чемпіонату світу серед молоді.
Виступав за ДЮСШ Беслана, потім — за СДЮШОР Нижньовартовськ. Тренери — Тортаз Арчегов, Віктор Рожков, Ельбрус Дудаєв.
У збірній команді Росії з 2018 року.

## Спортивні результати на міжнародних змаганнях

### Виступи на Олімпіадах
| Змагання                    | Збірна                     | Вагова категорія          | Місце  |
| --------------------------- | -------------------------- | ------------------------- | ------ |
| Літні Олімпійські ігри 2020 | Олімпійський комітет Росії | вільна боротьба, до 86 кг | Бронза |

### Виступи на Чемпіонатах світу
| Змагання                        | Збірна | Вагова категорія          | Місце  |
| ------------------------------- | ------ | ------------------------- | ------ |
| Чемпіонат світу з боротьби 2019 | Росія  | вільна боротьба, до 86 кг | Бронза |
| Чемпіонат світу з боротьби 2021 | Росія  | вільна боротьба, до 86 кг | Бронза |

### Виступи на Чемпіонатах Європи
| Змагання                         | Збірна | Вагова категорія          | Місце  |
| -------------------------------- | ------ | ------------------------- | ------ |
| Чемпіонат Європи з боротьби 2018 | Росія  | вільна боротьба, до 86 кг | Золото |
| Чемпіонат Європи з боротьби 2020 | Росія  | вільна боротьба, до 86 кг | Золото |
| Чемпіонат Європи з боротьби 2021 | Росія  | вільна боротьба, до 86 кг | Золото |

### Виступи на Всесвітніх іграх військовослужбовців
| Змагання                                | Збірна | Вагова категорія          | Місце  |
| --------------------------------------- | ------ | ------------------------- | ------ |
| Всесвітні ігри військовослужбовців 2019 | Росія  | вільна боротьба, до 86 кг | Золото |

### Виступи на інших змаганнях
| Змагання                                 | Збірна | Вагова категорія          | Місце  |
| ---------------------------------------- | ------ | ------------------------- | ------ |
| Гран-прі «Іван Яригін» 2017              | Росія  | вільна боротьба, до 86 кг | 17     |
| Турнір Степана Саргісяна 2017            | Росія  | вільна боротьба, до 86 кг | Золото |
| Турнір Володимира Семенова 2017          | Росія  | вільна боротьба, до 86 кг | Бронза |
| Кубок Алроси 2017                        | Росія  | команда                   | Золото |
| Турнір Аланії з боротьби 2017            | Росія  | вільна боротьба, до 86 кг | Золото |
| Гран-прі «Іван Яригін» 2018              | Росія  | вільна боротьба, до 86 кг | Бронза |
| Турнір Дана Колова — Николи Петрова 2018 | Росія  | вільна боротьба, до 86 кг | Золото |
| Чемпіонат Росії з боротьби 2018          | Росія  | вільна боротьба, до 86 кг | Срібло |
| Турнір Дмитра Коркіна 2018               | Росія  | вільна боротьба, до 92 кг | Золото |
| Турнір Аланії з боротьби 2018            | Росія  | вільна боротьба, до 86 кг | 8      |
| Турнір Алі Алієва 2019                   | Росія  | вільна боротьба, до 86 кг | Золото |
| Чемпіонат Росії з боротьби 2019          | Росія  | вільна боротьба, до 86 кг | Золото |
| Меморіал Вацлава Циолковського 2019      | Росія  | вільна боротьба, до 86 кг | Золото |
| Гран-прі «Іван Яригін» 2020              | Росія  | вільна боротьба, до 86 кг | Золото |
| Чемпіонат Росії з боротьби 2020          | Росія  | вільна боротьба, до 86 кг | Срібло |
| Чемпіонат Росії з боротьби 2021          | Росія  | вільна боротьба, до 86 кг | Золото |

### Виступи на змаганнях молодших вікових груп
| Змагання                                      | Збірна | Вагова категорія          | Місце  |
| --------------------------------------------- | ------ | ------------------------- | ------ |
| Чемпіонат світу з боротьби серед юніорів 2017 | Росія  | вільна боротьба, до 84 кг | Золото |
| Чемпіонат світу з боротьби серед молоді 2018  | Росія  | вільна боротьба, до 86 кг | Срібло |